# Makk József (tüzér)
Makk József (1848-ig Mack) (Buda, 1810 körül – Észak-Karolina, USA, 1868. augusztus 27.) magyar tüzérezredes az 1848-49-es szabadságharcban. A magyar, az olasz és az amerikai szabadságért harcolt.

## Élete
Előbb a császári ausztriai hadseregben szolgált az ötödik tüzérezredben mint tüzéraltiszt Pesten. Mivel Galíciában a lengyel fölkelés alkalmával nem akart a népre lőni, 18 évig maradt bombászkari tüzér, és a tüzériskolában alkalmazták.
1848-ban a magyar kormány megalakulásakor azonnal felajánlotta szolgálatát; 1848. június 19-én kinevezték hadnagynak, és még osztrák katonai egyenruhában, lóháton a pesti Újépületben tanította és gyakoroltatta a honvédtüzéreket. Részt vett 1848. szeptember 28-án a pákozdi csatában, ahol tüzérei döntötték el az ütközetet, ezért Móga János a helyszínen századossá nevezte ki. A legnagyobb dicséretet Velencénél szerezte: amikor egy Makk által irányzott ágyúlövéssel Jellacsics adjutánsának jobb lábát ellőtték, Jellacsics azt mondta tüzéreinkről, hogy ezek francia tüzérek, olyan jól lőnek. Schwechatnál Makk őrnagy lett.
1849-ben Kossuth a gyenge Majthényi István báró komáromi várparancsnok helyett Török Ignácot nevezte ki várparancsnoknak, mellé adván Makkot mint tüzérfőparancsnokot. 1849. január 1-jén kiadta Pesten rövid proklamációját. Álruhában február elején jutott be a várba,[pontosabban?] s megindította a Komáromi Értesítő című napilapot, amely barátja, Rózsafy Mátyás szerkesztésében orgánuma volt[pontosabban?]. Itt közölte lelkesítő cikkeit, amelyekkel a honvédség szeretetét csakhamar megnyerte; azonban a felsőbb körökben sok ellensége támadt, áskálódtak ellene, végül a március 31-ei ostrom alkalmával árulással vádolták, és Puky Miklós kormánybiztos elzáratta. Kossuth minden felszólalása ellenére is (aki alezredessé, majd ezredessé nevezte ki), fogva maradt augusztus 23-áig. Makk szabadon engedése után a várban maradt, és részt vett a Klapka elleni összeesküvésben. A kapituláció alkalmával nőül vette a budai származású Peter Alojziát (ez nem követte őt külföldre, de ő volt az első, ki a honvédalapból segélyben részesült 1867-ben). Makk azután Erdélyben akart összeesküvést szőni, s az országot föllázítani (felhívását a székelyekhez Makk eredeti kéziratából közli a Hazánk II. 1884. 206. l.), de elfogták, majd kiszabadulván 1851-ben Kiutahiában Kossuthtól «Felhatalmazást» nyert, mellyel ismét Erdélybe jött, de csak néhány emberre hozott szerencsétlenséget. (Lásd: Makk-féle összeesküvés).
Makk, Rózsaffy és Thaly Zsigmond is Londonba kerültek, Makk innen az Egyesült Államokba ment, majd visszajött harcolni az olasz szabadságért a Magyar Légióba. A villafrancai béke után visszatért Amerikába, s mint tüzér kapitány vett részt az amerikai polgárháborúban az északiak oldalán. (50. éve körül járt már ekkor, nehezebben vették fel, mert már öregnek számított.)
Rózsafy Mátyással szomszédos volt a farmjuk, ott is halt meg Rózsafy Mátyás karjai közt  sárgalázban 1868. augusztus 27-én Észak-Karolinában.

## Proklamációja
- Mack Józsefnek Nyílt levele az ideiglenes hadügyminiszter úrhoz. Felhívás valamennyi katonai tehetséghez, kik e haza fiai rangkülönbség nélkül. Felhívás Budapest nemzetőreihez. Kérelem tisztelt elöljáróim, bajtársaim s a cs. kir. tüzérhad valamennyi tagjához. Pest (1848), ívrét egy levélen. (Németül is Uo.)